# Razón práctica
La razón práctica, en filosofía, es el uso de la razón para decidir cómo actuar. La Stanford Encyclopedia of Philosophy la define como:
"La capacidad humana general de resolver, mediante la reflexión, la cuestión de lo que uno debe hacer."
Contrasta con la razón teórica, a menudo llamada razón especulativa, el uso de la razón para decidir qué seguir. Por ejemplo, los agentes utilizan la razón práctica para decidir si construyen un telescopio, pero la razón teórica decide cuál de las dos teorías de la luz y la óptica es la mejor.

## Visión general
Uno de los mayores esfuerzos sobre los que los seres humanos deben pensar, casi de manera continua, es el de tomar decisiones. La mayoría de los filósofos entienden la razón práctica como la determinación de un plan de acción. La ética tomista define el primer principio de la razón práctica como "el bien debe ser hecho y perseguido, y el mal debe ser evitado". Para Kant, la razón práctica tiene una cualidad de cumplimiento de la ley porque se entiende que el imperativo categórico le obliga a uno a cumplir con su deber más que con sus preferencias subjetivas. Los utilitaristas tienden a ver la razón como un instrumento para la satisfacción de deseos y necesidades.
En términos filosóficos clásicos, es muy importante distinguir tres ámbitos de la actividad humana: 
1. La razón teórica, que investiga la verdad de los hechos contingentes, así como las verdades necesarias.
2. La razón práctica, que determina si merece la pena seguir un proceso de acción prospectivo.
3. La razón productiva o técnica, que intenta encontrar los mejores medios para un fin determinado.

Aristóteles consideraba la actividad filosófica como la actividad más elevada del ser humano y otorgaba un lugar preeminente a la metafísica y sabiduría. Desde Descartes, el juicio práctico y el razonamiento han sido tratados con menos respeto por las exigencias de una mayor certeza y de un método infalible para justificar las creencias.

## En argumentación
El razonamiento práctico es básicamente el razonamiento dirigido a un objetivo desde el objetivo de un agente, y desde alguna acción seleccionada como medio para llevar a cabo ese objetivo, hasta la decisión razonada del agente de llevar a cabo la acción. El agente puede ser una persona o un dispositivo técnico, como un robot o un dispositivo de software para comunicaciones multiagente. Es un tipo de razonamiento que se utiliza continuamente en la vida cotidiana y en todo tipo de tecnologías en las que se requiere un razonamiento autónomo. Los teóricos de la argumentación han identificado dos tipos de razonamiento práctico: el razonamiento práctico instrumental, que no tiene en cuenta explícitamente los valores, y el razonamiento práctico basado en valores.